# Pournoy-la-Chétive
Pournoy-la-Chétive – miejscowość i gmina we Francji, w regionie Grand Est, w departamencie Mozela.
Według danych na rok 1990 gminę zamieszkiwało 520 osób, a gęstość zaludnienia wynosiła 203 osoby/km² (wśród 2335 gmin Lotaryngii Pournoy-la-Chétive plasuje się na 577. miejscu pod względem liczby ludności, natomiast pod względem powierzchni na miejscu 1201.).